# Терара (район)
Тера́ра (індонез. Terara) — один з 20 районів округу Східний Ломбок провінції Західна Південно-Східна Нуса у складі Індонезії. Розташований у західній частині. Адміністративний центр — селище Терара.
Населення — 65348 осіб (2012; 66016 в 2011, 65485 в 2010, 70330 в 2009, 69399 в 2008).

## Адміністративний поділ
До складу району входять 10 селищ:
| Населений пунт         | Населення, осіб (2010) |
| ---------------------- | ---------------------- |
| Дженггік, селище       | 5577                   |
| Ландо, селище          | 5964                   |
| Лемінг, селище         | 2749                   |
| Раранг, селище         | 5353                   |
| Раранг-Селатан, селище | 6201                   |
| Раранг-Тенгах, селище  | 4348                   |
| Сантонг, селище        | 8903                   |
| Сукадана, селище       | 9026                   |
| Сурададі, селище       | 8677                   |
| Терара, селище         | 8687                   |